# Leif Björnlod
Leif Göran Oskar Björnlod, född 10 augusti 1939 i Stockholm (Oscar), död 5 mars 2018 i Brunskogs distrikt, Värmlands län, var en svensk politiker (miljöpartist). Han var ordinarie riksdagsledamot 2002–2006, invald för Värmlands läns valkrets.

## Biografi
Leif Björnlod föddes i Stockholm, men flyttade senare till Värmland med sin fru Gun och blev bonde och folkhögskolelärare vid Ingesunds folkhögskola, med Skolöverstyrelsens behörighet. De fick fem barn tillsammans.
Björnlod var filosofie kandidat med den tidigare titeln museilektor. Han var amanuens på Statens försöksverksamhet med Riksutställningar, sedermera intendent på Södertälje Konsthall, där han gjorde flera mycket uppmärksammade utställningar bland annat Plast och Nordens första Fria utställning.
Under 1986–1987 studerade han ekonomi och rättskunskap och arbetade som samhällskunskapslärare.
I sin tidiga ungdom mönstrade han i handelsflottan och därefter tjänstgjorde han i Marinen (KA), bland annat som fartygschef efter examen vid Kalmars Sjöbefälsskola.
Björnlod var ordinarie riksdagsledamot för Miljöpartiet under mandatperioden 2002–2006. I riksdagen var han ledamot i justitieutskottet 2002–2006 samt suppleant i EU-nämnden, kulturutskottet, socialutskottet och sammansatta justitie- och socialutskottet.